# (10715) Nagler
(10715) Nagler (1983 RL4) – planetoida z pasa głównego asteroid okrążająca Słońce w ciągu 4,28 lat w średniej odległości 2,63 j.a. Odkryta 11 września 1983 roku.